# Taenaris digulica
Taenaris digulica är en fjärilsart som beskrevs av Gustaaf Hulstaert 1925. Taenaris digulica ingår i släktet Taenaris och familjen praktfjärilar. Inga underarter finns listade i Catalogue of Life.